# Real Corpo de Engenheiros

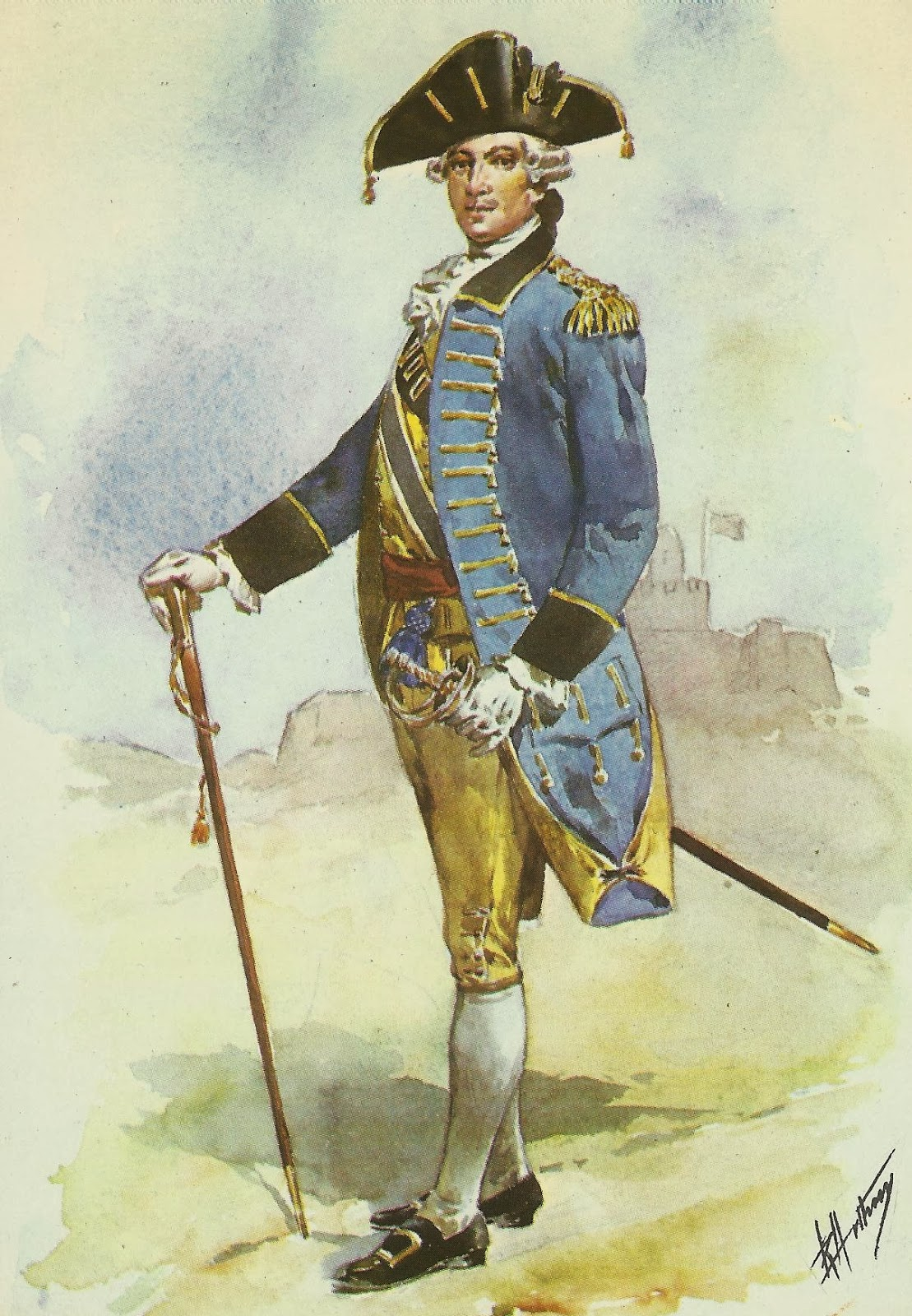
Um oficial do Real Corpo de Engenheiros, 1762

O Real Corpo de Engenheiros foi um corpo especializado de engenharia militar do Exército Português.

## História
Resultou da transformação do Corpo de Obreiros Sapadores, que havia sido criado em 1647 por decreto de João IV de Portugal, no contexto da Guerra da Restauração da independência do país.
O Real Corpo de Engenheiros foi instituído em 1793, sento em sua origem integrado apenas por oficiais engenheiros. A sua missão era de dirigir a construção, a defesa e o ataque de fortificações, assim como a construção e conservação de outros edifícios e vias de comunicação militares, o reconhecimento de fronteiras e regiões, o levantamento de cartas geográficas e cartográficas e a configuração de plantas, cartas topográficas e memórias militares.